# Agaw
Los Agaw (Ge'ez: Agäw, moderno Agew) son un grupo étnico Cushita que habita en Etiopía y la vecina Eritrea. Hablan lenguas Agaw, que pertenecen a la rama Cushita de la familia lingüística Afroasiática.

## Historia

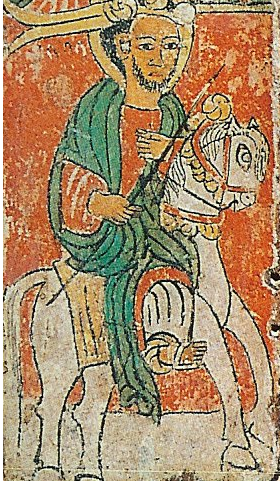
Icono de siglo XV de Gebre Mesqel Lalibela, el siglo XII Zagwe Rey de dinastía.

Los Agaw son mencionados por vez primera en la inscripción aksumita del siglo III Monumentum Adulitanum, recordado por Cosmas Indicopleustes en el siglo VI. La inscripción habla de un pueblo llamado "Athagaus" (o Athagaous), quizás de ʿAd Agaw, significando "hijos de Agaw." Los Athagaous fueron uno de los pueblos conquistados por el rey desconocido que inscribió el Monumentum Adulitanum. Los Agaw son mencionados posteriormente en una inscripción del emperador del siglo cuarto Ezana de Axum y en el del siglo sexto Kaleb de Axum. Basado en esta evidencia, varios expertos abrazan una teoría formulada inicialmente por Edward Ullendorff y Carlo Conti Rossini de que son los habitantes originales de muchas de las Tierras Altas del norte de Etiopía, y fueron, bien expulsados de sus poblamientos originales, bien asimilados por los pueblos Semítico parlantes de Tigray y Amhara. Cosmas Indicopleustes también nota en su Topografía cristiana que una ruta comercial de oro importante cruzaba la región de "Agau". El área descrita parece estar al este del río Tekezé y al sur de los montes Semien Montañas, quizás alrededor del lago Tana.
Actualmente existen en numerosos enclaves dispersos incluyendo los Bilen en y alrededor de Keren, Eritrea; los Qemant (incluyendo los reubicados Beta Israel), que viven alrededor de Gondar en la zona del norte de Gondar en la región de Amhara, al oeste del río Tekezé y al norte de lago Tana; varios Agaw viven al sur del lago Tana, alrededor de Dangila en la zona de Agew Awi en la región de Amhara; y otro grupo vive alrededor de Soqota en la antigua provincia de Wollo, ahora parte de Amhara, a lo largo de su frontera con Tigray.
Los Agaw gobernaron durante la dinastía Zagwe de Etiopía de aproximadamente 900 a 1270. El nombre de la dinastía proviene de la frase Ge'ez Ze-Agaw ("del Agaw"), y se refiere a las personas del pueblo Agaw.

## Lengua

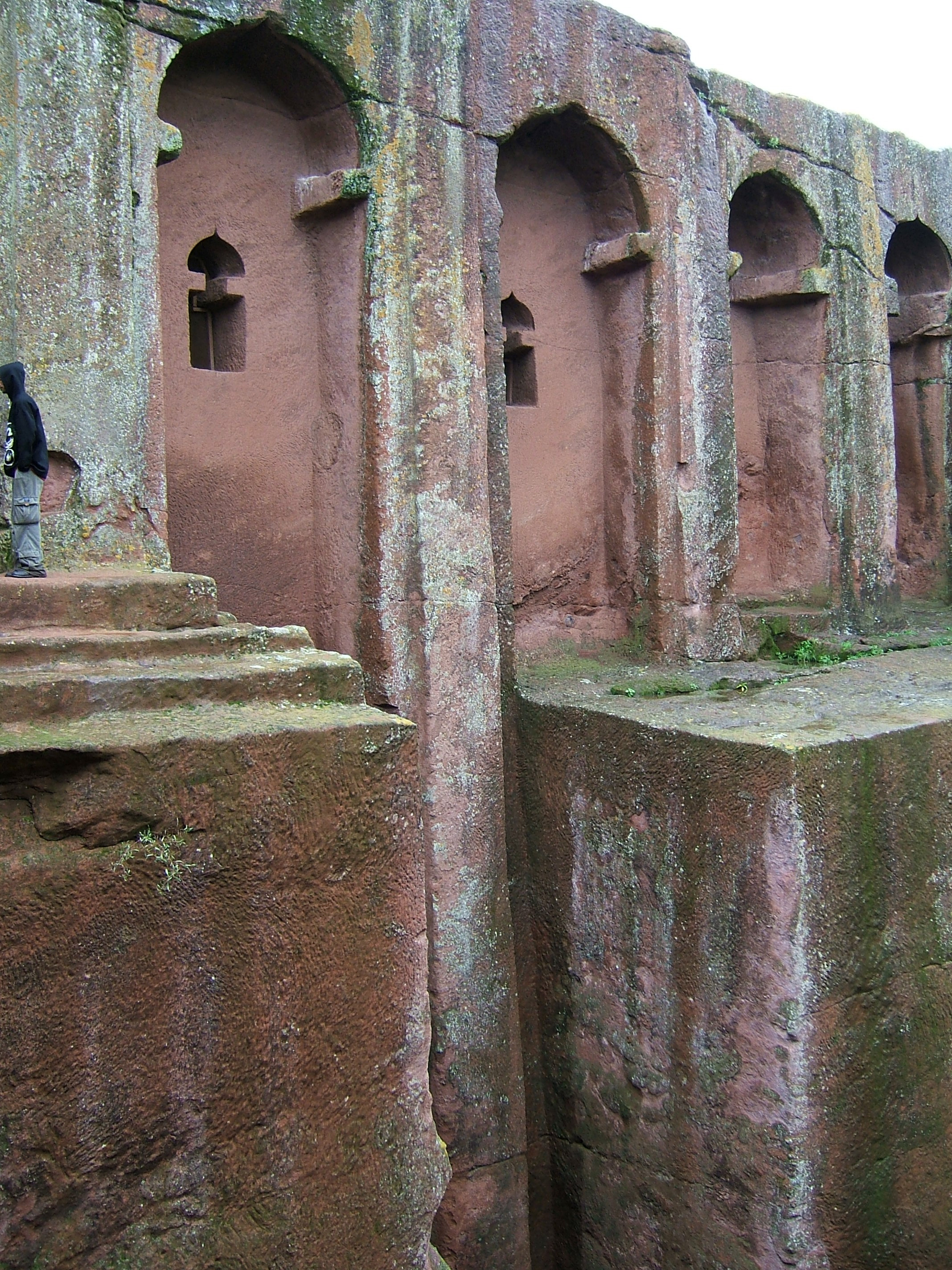
Iglesia de Bet Amanuel iglesia en Lalibela, una de las varias iglesias excavadas en roca construidas por la dinastía Zagüe.

Los Agaw hablan lenguas Agaw. Son parte de la rama Cushita de la familia afroasiática. Muchos también hablan amhárico, tigriña o tigré, que son también lenguas afroasiáticas, pero de la rama semítica.

## Subgrupos
- Los Agaw del norte son conocidos como Bilen, con capital en Keren
- Los Agaw Occidentales son conocidos como Qemant, con capital en TekelDengay
- Los Agaw Orientales son conocidos como Xamta, con capital en Soqota
- Los Agaw del sur son conocidos como Awi, con capital en Injibara

## Agaw destacados
- Mara Takla Haymanot - Emperador de Etiopía que fundó la dinastía Zagüe en 1137
- Gebre Mesqel Lalibela - Emperador de Etiopía al que se le atribuye la construcción de las iglesias de Lalibela
- Yetbarak - Emperador de Etiopía, último gobernante Zagüe que reinó hasta 1270